# Лапландские сказки (мультфильм)
«Лапландские сказки» — сборник советских мультипликационных фильмов, состоящий из трёх мультфильмов по мотивам сказок северных народов выпуска прошлых лет и объединённых студией «Союзмультфильм» в 1990 году в один фильм. В данных вошедших мультфильмах были сокращены незначительные сцены, была убрана часть концовок. Между мультфильмами были показаны переозвученные фрагменты с Оле-Лукойе из мультфильма «Снежная королева».
В этот сборник вошли такие мультфильмы:
- 1956 — «Гадкий утёнок»;
- 1960 — «Королевские зайцы»;
- 1955 — «Заколдованный мальчик».

## Сюжет
С известными и любимыми детьми мультфильмами «Гадкий утёнок», «Королевские зайцы» и «Заколдованный мальчик», ставшими классикой отечественного мультипликационного кино, знакомит в этом полнометражном фильме добродушный сказочный персонаж Оле-Лукойе, который как никто другой умеет рассказывать волшебные истории:
Гадкий утёнок

По мотивам сказки Х. К. Андерсена. История о несчастном утёнке, которого никто не любил, потому что он появился на свет неказистым и не похожим на других обитателей птичьего двора. Бедный утёнок подвергался насмешкам и незаслуженным издевательствам. Ему пришлось пройти через многие испытания, пока он обрёл своё счастье. Всё в его жизни изменилось с наступлением осени.
Королевские зайцы

По мотивам сказки Петера Асбьёрнсена. Юноша нанимается к королю заячьим пастухом. По дороге он спасает старушку, которая дарит ему волшебную дудочку. Теперь парень может гонять туда-сюда не только зайцев, но и самого короля.
Заколдованный мальчик

Полнометражный мультфильм по мотивам повести Сельмы Лагерлёф «Чудесное путешествие Нильса с дикими гусями». Сказочная история рассказывает об озорнике Нильсе, который обидел волшебного Гнома, за что был наказан: превращён в карлика и унесён гусями в Лапландию. Много добрых поступков совершил мальчик, прежде чем Гном снял с него чары.

## Фестивали и премии
- В 1992 году фильм был номинирован в категории за «Лучший анимационный фильм» на пятой церемонии кинопремии «Ника». Но лауреатом всё же стал пластилиновый «Серый волк энд Красная Шапочка», снятый в том же 1990 году режиссёром Гарри Бардиным.